# Jacques Brouwers
Jacques Paul Jules Hubert Marie Brouwers (Meerssen, 2 januari 1895 - Leudal, 15 maart 1960), was een Nederlands burgemeester en collaborateur. 
Brouwers werd in 1921 benoemd tot burgemeester van Noorbeek. In 1929 verkreeg hij eervol ontslag, nadat hij in conflict kwam met de commissaris van de koningin. Brouwers had geweigerd de koplampen van zijn auto te dimmen op de weg tussen Maastricht en Gulpen waarna hij van rijksveldwachters een bekeuring kreeg.
In 1943 werd Brouwers namens de NSB benoemd tot burgemeester van de gemeente Eijsden. In 1945 werd hij op grond van het zuiveringsbesluit ontslagen als burgemeester, hoewel hij in feite per 1944 al was vervangen door zijn voorganger Wim Lambooy.